# SEGA-RaceTV
『SEGA Race TV』（セガ-レースティーヴィー）は、セガより発売された日本のレースゲームである。

## 概要
車とコースの表示には3DCGを使用。反力ステアリングシステムが使われている。アメリカンテイスト溢れる爽快感とドリフト、敵車に衝突してはじき飛ばすといった豪快なゲーム性が特徴である。

## ストーリー
アメリカで、レースをTV中継するという設定で、音声で実況が入る。

### プレイヤーキャラクター
8人のドライバーを選択できるが台詞はなく、ドライバーによって車の性能は変わらない。
他に、実況放送担当でJakeとMikeが登場する。なお、Jakeもドライバーとして登場するが隠しキャラとなっている。

### 登場車種
メーカーからのライセンスにより、以下の8台のオープンカーが登場する。
- ロードスターRS（マツダ）
- エクリプス スパイダーGT（三菱）
- コルベット スティングレイ コンバーチブル（シボレー）
- シボレー・カマロ
- マスタングGT コンバーチブル（フォード）
- プロウラー（クライスラー）
- ヘミクーダ（プリムス）
- RKスパイダー（RUF）
- マーキュリー コンバーチブル（フォード）（※隠し車種）

## システム
4人までのプレイヤーが対戦プレイモードと、CPU操作のライバルと対戦する1人プレイモードを選択できる。

### 操作方法
ハンドルとアクセルペダル、ブレーキペダル、2方向シフトレバー、ブーストボタンを使用。シフトはオートマチックとマニュアルを選択できる。

### ルール
1人プレイの場合、レースで一定以上の上位に入れば、次のステージへ進め、最大3ステージまでプレイでき、そこでゲーム終了となる。成長要素はないが、1人プレイではパスワード発行により、車をドレスアップできる。
ブーストゲージはスタート時は空で、時間と共にチャージされる（ただしファイナルラップに発生するブーストボーナスに限り一定時間常に満タンになる）。

## 内容

### ステージ
仕掛けのある周回コースが5コース（うち1コース隠しコース）あり、最初に走るステージは自由に選択できる。
コース中には加速パネルやジャンプ台、ブーストゲージの回復パネルがあり、ブースト制限がなくなる区間もある。なお、２周目に発生する仕掛けもある（トレーラー参戦、ルート変更など）

### プレイヤー側キャラクター
8種の車を選択でき、ドライバーとの組み合わせは自由である。いずれもオープンカーで、アメリカに実在した車種である。日本のメーカーがアメリカで販売した車種も含まれている。

### 敵キャラクター
プレイヤーが選択できる車種の内選ばれなかった車に、選ばれなかったキャラクターが搭乗し、CPU操作でライバルとなる。1人プレイでは自車を含めて計8台でレースを行う。また、前述のJakeも最終ステージで隠し車種であるマーキュリーで参戦してくる。
他にも妨害車（アザーカー）として、トラックやトレーラートラックが登場する。

## 備考
- 2007AMショーへ実機が出展された。
- ロケテストは、2007年8月24～26日に池袋GIGOで、2007年12月12～25日に池袋GIGO、渋谷GIGO、CLUB SEGA 立川で行われた。